# 鈴木千奈美
鈴木千奈美（日语：鈴木ちなみ，1989年9月26日—）是日本岐阜縣出身的女性模特兒，她也是工作於電視主持人及女演員。 2009年，當她是大學學生的時候，她被選定成為東麗的泳裝女郎。 目前她是時裝雜誌With的專屬模特兒。

## 主要演出

### 電影
- 狗狗心事2（2011年）
- またいつか夏に。（2012年）
- BRAVE HEART 海猿（2012年）
- 東京無印女子物語（2012年）
- FASHION STORY（2012年11月17日上映）

### 電視劇
- 頂尖神醫（2011年）
- 華和家四姊妹（2011年） - 畑野由香里

## 寫真集
- ちなみに・・・。（2012年11月30日、集英社、撮影：唐木貴央）ISBN 978-4087806663

## 外部連結
- 鈴木千奈美的X（前Twitter）
- 鈴木千奈美的Instagram帳戶

- 官方网站
- 「ちなみのヨリ道」 （页面存档备份，存于） - 官方部落格（2011年6月7日 - ）
- 鈴木千奈美 （页面存档备份，存于） - Grick（所屬事務所）